# Bollettino Ufficiale della Repubblica di San Marino
Il Bollettino Ufficiale della Repubblica di San Marino (BURSM) è la gazzetta ufficiale; l'organo d'informazione che pubblicizza le leggi, i regolamenti e gli atti della Repubblica di San Marino.

## Riferimenti normativi
- Dichiarazione dei diritti dei cittadini e dei principi fondamentali dell'ordinamento sammarinese
- Diritto sammarinese